# 苏珊·施密特
苏珊·施密特（德語：Susanne Schmidt，1974年11月14日—），德国女子赛艇运动员。她曾代表德国参加世界赛艇锦标赛，获得一枚金牌、二枚银牌和二枚铜牌。她也曾参加2004年夏季奥林匹克运动会。